# Dave Turkalj
Dave Turkalj (* 8. September 1966 in Basel) ist ein Schweizer Kickboxer und Kickboxtrainer. Er war zweifacher Schweizer Meister in den Jahren 1999 und 2000 der WAKO im Schwergewichtskickboxen (+84 kg). Dave Turkalj ist Träger des 7. Dan.